# Quercus cornelius-mulleri
Espèce
Classification phylogénétique
Le Chêne de Muller (Quercus cornelius-mulleri) est une espèce d'arbuste au feuillage persistant ou semi-persistant qui pousse naturellement en Californie et en Basse-Californie-du-Nord. Il a été décrit en 1981. Il est dédié à l'écologue américain Cornelius Herman Muller.